# الجامعة اللبنانية الألمانية
الجامعة اللبنانية الألمانية هي مؤسسة تعليم عالي في جونيه، لبنان، وهي منظمة غير هادفة للربح.
تأسست الجامعة من قبل الجمعية اللبنانية الألمانية لتعزيز الثقافة، وافتتحت في أكتوبر 2008 بعد الحصول على المرسوم الرئاسي رقم 794، بتاريخ 5 أكتوبر 2007.
في فصل الخريف من العام الدراسي 2008/2009، تم تسجيل 200 طالب في تخصصات مختلفة بالجامعة. في فصل الربيع زاد تسجيل الطلاب بنسبة 30% ويزداد باستمرار بنسبة 20% سنويًا. تضم اليوم أكثر من 500 طالب و 25 موظفًا إداريًا ولوجستيًا و 24 أستاذًا بدوام كامل و 126 أستاذًا بدوام جزئي.
يتم تقديم جميع الدورات باللغتين الإنجليزية والفرنسية بأساليب التدريس الحديثة المدعومة بتكنولوجيا المعلومات. يتم تدريس اللغة الألمانية كدورة لغة اختيارية وترعاها الجامعة أيضًا لتشجيع الطلاب على تعلم الثقافة واللغة الألمانية.

## التاريخ
الجامعة اللبنانية الألمانية هي نتيجة رحلة دراسية استمرت 35 عامًا بدأت عندما انطلقت المنظمة اللبنانية الألمانية لتعزيز الثقافة ورئيسها، الدكتورة فوزي عديمي، في مهمتها الطويلة. في عام 1974 أسست المنظمة المعهد الفني للعلوم الطبية المساعدة (TIPS). كمعهد للتعليم العالي، تخرج TIPS أكثر من 2500 طالب في مجال الرعاية الصحية وتشتهر بكونها واحدة من أكثر مؤسسات التعليم العالي المعترف بها في لبنان. في عام 1986، تم إنشاء المدرسة الألمانية للمرحلة الابتدائية حتى مستويات المدرسة الثانوية. تأسس البيت الثقافي الألماني (Kulturzentrum) في عام 1988 ومنذ ذلك الحين مشغول بتنظيم الحفلات الموسيقية والمؤتمرات والمعارض الفنية للمساعدة في تعزيز الثقافة واللغة الألمانية في لبنان. تعتبر مهرجان السياحة السنوي البيت الثقافي الألماني مهرجانًا دوليًا. [بحاجة لمصدر]

## روابط خارجية
- الجامعة اللبنانية الألمانية